# Veliki Suvodol
Veliki Suvodol (cyr. Велики Суводол) – wieś w Serbii, w okręgu pirockim, w mieście Pirot. W 2011 roku liczyła 401 mieszkańców.